# William Shatner
William Shatner (Montreal, 22 de marzo de 1931) es un actor, actor de voz, productor, director e intérprete canadiense de origen judío, conocido por su papel como el capitán Kirk en la serie Star Trek.
En el 2021 se convirtió en la persona más longeva de la historia en viajar al espacio, gracias a la misión privada Blue Origin del magnate estadounidense Jeff Bezos.

## Primeros años de vida
Shatner nació en el barrio de Notre-Dame-de-Grâce en Montreal, Quebec, Canadá, en una casa judía conservadora. Sus padres son Anne y Joseph Shatner, un fabricante de ropa. Tiene dos hermanas, Joy y Farla. Su abuelo paterno, el austríaco Wolf Schattner, adaptó su apellido a la versión anglosajona, quedando como "Shatner".
Los cuatro abuelos de Shatner eran inmigrantes judíos (de Austria-Hungría, Ucrania y Lituania).
Shatner fue alumno del Montreal Children's Theatre. Estudió Economía en la Facultad de Administración de la Universidad McGill en Montreal, Canadá, donde se graduó con un título de Bachelor of Commerce. En junio de 2011, la Universidad McGill le otorgó un Doctorado honorífico de Letras. Shatner también recibió un Doctorado honorífico de Letras del Instituto de Tecnología de Nueva Inglaterra en mayo de 2018.

## Carrera

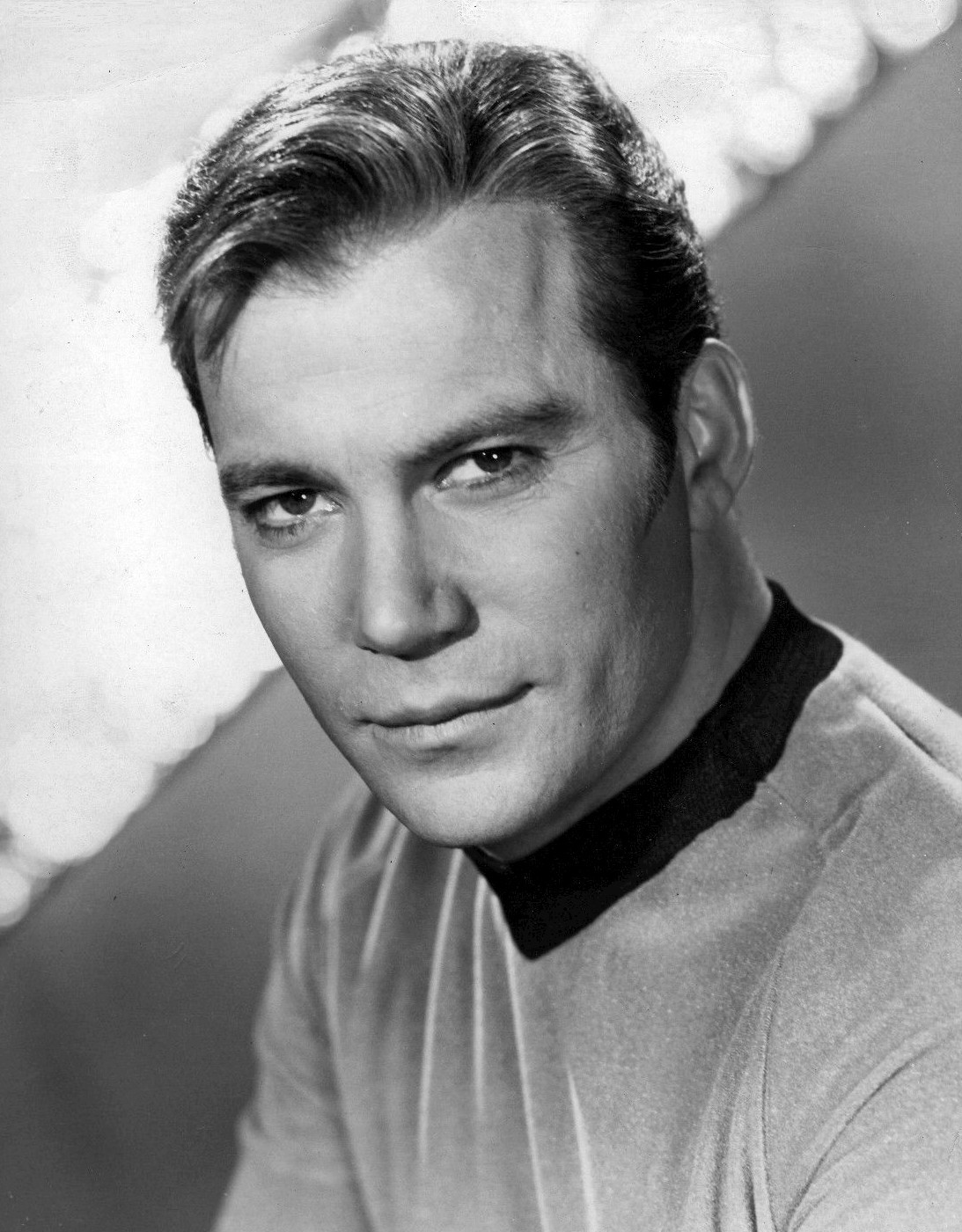
William Shatner como James T. Kirk, en Star Trek.

Participó en la película en esperanto Incubus, protagonizó en los 80 la serie T. J. Hooker y posteriormente ha hecho alguna aparición estelar en películas como Showtime, Dodgeball: A True Underdog Story o en ambas partes de Miss Congeniality, ambas con Sandra Bullock. 
Fue uno de los hermanos Karamazov en la película de Richard Brooks de 1958.
En 1965 apareció en el episodio "Stranger in the Mirror" de la exitosa serie de televisión El fugitivo, donde interpretó el papel de Tony Burrell, un expolicía con graves trastornos psiquiátricos.
Su carrera ha pasado por altibajos, si bien a partir de 2003 ha recuperado un lugar privilegiado en la escena televisiva estadounidense con su personaje de Denny Crane, inicialmente aparecido en la laureada The Practice y que, debido a su éxito, generó la exitosa serie Boston Legal: su interpretación de este personaje le ha merecido ya dos Emmy y un Golden Globe, y tras haber pasado prácticamente desapercibido durante la década de 1990, Shatner vuelve a ser un personaje influyente en la televisión estadounidense.
También formó parte de una campaña navideña en 2007 del videojuego World Of Warcraft, junto a Mr. T y Verne Troyer en Estados Unidos, Willy Toledo en España y Jean Claude Van Damme en Francia, y en el anuncio era un chamán.
Shatner apareció en la ceremonia de clausura de los Juegos Olímpicos de Vancouver 2010.
Se le vio durante un capítulo en el programa Cazadores de tesoros, del Canal History Channel en español. Y durante el periodo comprendido entre 1989 y 1996 fue presentador del programa Rescate 911.

## Vida personal
Entre 1956 y 1969 estuvo casado con la actriz canadiense Gloria Rand. La pareja tuvo tres hijos juntos. En 1973, Shatner se casó con la actriz Marcy Lafferty. El matrimonio terminó en divorcio en 1996. Poco después se casó con la modelo Nerine Kidd, que murió en 1999, al ahogarse accidentalmente en la piscina de la casa de Shatner, en Studio City, California. En 2001 se casó con Elizabeth J. Martin, una criadora de caballos. Como parte de su amor por los caballos Shatner empezó la anual Hollywood Caridad Horse Show para recaudar fondos para organizaciones benéficas para niños en 1990.
Shatner es vegetariano. Pasó parte de la década de 1980 defendiendo los derechos animales.
Desde 2008 protagoniza conflictos con el actor George Takei (Hikaru Sulu en el programa Star Trek) a raíz del matrimonio de este con Brad Altman. William Shatner estableció ante los medios que no fue invitado a la boda del artista. Las dificultades de relación con Takei vienen desde la serie de TV. Takei en su autobiografía lo describe como egocéntrico y problemático. La versión de Shatner es totalmente contraria.

## Televisión
- Space Command (1953 & 1954)
- Howdy Doody (1954)
- Billy Budd (1955)
- Studio One (1957)
- Alfred Hitchcock Presents (1957)
- Tactic (1959–1960)
- Julius Caesar (1960)
- The Night of the Auk (1960)
- The Twilight Zone (1960 & 1963)
- Thriller (1961)
- Route 66 (1963)
- The Outer Limits, episodio "Cold Hands, Warm Heart" (1964)
- The Man from U.N.C.L.E. (1964)
- The Fugitive, episodio "Stranger in the Mirror" (1965)
- For the People (1965)
- Twelve O'Clock High (1965)
- The Big Valley (1966)
- Gunsmoke (1966)
- Dr. Kildare (1966)
- Alexander the Great (1968) (filmado en 1964)
- Star Trek (1966–1969)
- Shadow Game (1969)
- Sole Survivor (1970)
- The Andersonville Trial (1970)
- Vanished (1971)
- Owen Marshall: Counselor at Law (1971)
- Mission: Impossible (1971–72)
- Kung Fu (1972)
- The People (1972)
- The Hound of the Baskervilles (1972)
- The Sixth Sense (1972)
- Star Trek: The Animated Adventures (1973–1974)
- Incident on a Dark Street (1973)
- Go Ask Alice (1973)
- Horror at 37,000 Feet  (1973)
- Pioneer Woman (1973)
- Inner Space (1974)
- Indict and Convict (1974)
- Pray for the Wildcats (1974)
- Barbary Coast (1975–1976)
- The Tenth Level (1975)
- Perilous Voyage (1976)
- Columbo (1976, 1994)
- Testimony of Two Men (1977)
- The Oregon Trail, episodio "The Scarlet Ribbon" (1977)
- How the West Was Won (1978)
- The Bastard (1978)
- Little Women (1978)
- Crash (1978)
- Riel (1979)
- Disaster on the Coastliner (1979)
- The Babysitter (1980)
- T. J. Hooker (1982–1986)
- Vegetarian World (1982)
- Mork & Mindy (1982)
- Police Squad! (1982) [1 episodio]
- Secrets of a Married Man (1984)
- The Ray Bradbury Theater, episodio "The Playground" (1985)
- North Beach and Rawhide (1985)
- The Trial of Standing Bear (1988)
- Broken Angel (1988)
- Rescue 911 (1989–1996)
- Voice of the Planet (1991)
- The Fresh Prince of Bel Air (1992)
- Family of Strangers (1993)
- SeaQuest DSV (1993)
- TekWar (1994–1996)
- Janek: The Silent Betrayal (1994)
- Mike & Spike Episodio: "Person To Hat" como el Sr. Feathers (1994)
- WWF Monday Night Raw (1995)
- Mike & Spike Episodios: "Person To Shoe" y "Person To Alien" (1995) como el Sr. Feathers
- Prisoner of Zenda, Inc. (1996)
- The Fresh Prince (cameo) (1996)
- Dead Man's Island (1996)
- Muppets Tonight (1996)
- Space Cadets (UK, 1997 [2 episodios])
- A Twist in the Tale (1998)
- 3rd Rock from the Sun (1999-2000 [5 episodios])
- Iron Chef USA (2001)
- The Kid (2001) (voz)
- Full Moon Fright Night (2002)
- A Carol Christmas (2003)
- The Practice (2004)
- Boston Legal (2004–2008)
- Invasion Iowa (2005)
- Merry F %$in' Christmas (2005)
- Atomic Betty: The No-L 9 (2005)
- How William Shatner Changed the World (2005)
- Comedy Central Roast of William Shatner (2006)
- Show Me the Money (2006)
- Everest '82 (2007)
- WWE Hall of Fame 2007 (2007)
- Fast Cars and Superstars: The Gillette Young Guns Celebrity Race (2007)
- Mars Rising (documental) (2007) (voz)
- Hay que pillar a Papá Noel (2008)
- Million Dollar Password (2008–2009)
- Shatner's Raw Nerve (2009)
- Heartbeat of America (Infomercial on American Life TV) (2009)
- Late Night with Conan O'Brien (2009)
- Horrorween (2009)
- The Tonight Show with Conan O'Brien (2009)
- WWE Monday Night Raw (2010)
- $#*! My Dad Says (2010)
- William Shatner's Weird or What? (2010)
- Haven (2015)
- My Little Pony: Friendship is Magic (2017)
- The Indian detective (2017)
- Inexplicable con William Shatner (2019–presente)

## Filmografía
- The Butler's Night Off (1951)
- Oedipus Rex (1957)
- The Brothers Karamazov (1958)
- City Out of Time (1959) (cortometraje) (narrador)
- Judgment at Nuremberg (1961)
- The Explosive Generation (1961)
- Shame (1962)
- The Intruder (1962)
- The Outrage (1964)
- Incubus (1966)
- Comanche blanco (1968)
- The Horror at 37,000 Feet (1973)
- Impulse (1974)
- Big Bad Mama (1974)
- The Devil's Rain (1975)
- Land of No Return (1975)
- Universe (1976) (documental) (narrador)
- El mensaje de los dioses (1976) (documental) (narrador)
- A Whale of a Tale (1976)
- Kingdom of the Spiders (1977)
- The Third Walker (1978)
- Star Trek: The Motion Picture (1979)
- The Kidnapping of the President (1980)
- Airplane II: The Sequel (1982)
- Star Trek II: The Wrath of Khan (1982)
- Visiting Hours (1982)
- Star Trek III: The Search for Spock (1984)
- Star Trek IV: The Voyage Home (1986)
- Seasons (1987) (cortometraje) (narrador)
- Star Trek V: The Final Frontier (1989) (también como director y escritor)
- Star Trek VI: The Undiscovered Country (1991)
- Boomerang (1992) (Cameo)
- National Lampoon's Loaded Weapon 1 (1993)
- Star Trek Generations (1994)
- Trinity and Beyond: The Atomic Bomb Movie (1995) (narrador)
- Land of the Free (1997)
- Trekkies (1997) (documental)
- Free Enterprise (1998)
- Jefftowne (1998) (documental)
- Miss Congeniality (2000)
- Falcon Down (2000)
- Buzz Lightyear, Comando Estelar: La aventura comienza (2000)
- Festival in Cannes (2001) (Cameo)
- Osmosis Jones (2001)
- American Psycho 2 (2002)
- Showtime (2002)
- Shoot or Be Shot (2002)
- Groom Lake (2002) (también como director y escritor)
- Dodgeball: A True Underdog Story (2004)
- Miss Congeniality 2: Armed and Fabulous (2005)
- Lil' Pimp (2005) (voz)
- Vecinos invasores (2006) (voz)
- The Wild (2006) (voz)
- Stalking Santa (2006) (voz)
- Fanboys (2009)
- William Shatner's Gonzo Ballet (2009)
- Quantum Quest: A Cassini Space Odyssey (2009) (voz)
- Escape from Planet Earth (2013) (voz)
- A Sunday Horse (2016)
- The Truth is in the Stars (2017)
- Creators: The Past (2019)

### Otros trabajos
- Star Trek: 25th Anniversary (juego de ordenador, 1992)
- Star Trek: Judgment Rites (1993)
- Star Trek: Starfleet Academy (videojuego, 1995)
- Star Trek Generations (videojuego, 1997)
- Star Trek: Legacy (2006, videojuego)
- Star Trek: Tactical Assault (2006, videojuego)
- Interpreta al "Jefe de negociadores" en anuncios de Priceline
- Voz de Don Salmonella en la serie de animación The Gavones
- World of Warcraft Anuncio de televisión como él mismo (2007)
- Hupy and Abraham Anuncio de televisión como él mismo (2010)

### Discografía
- The Transformed Man (Decca, 1968)
- William Shatner Live (Lemli, 1977)
- Spaced Out: The Very Best of Leonard Nimoy and William Shatner (Universal International, 1997)
- Has Been (Shout! Factory, 2004)
- Exodus: An Oratorio In Three Parts (Jewish Music Group, 2007)[20]
- Seeking Major Tom (Cleopatra, 2011)

## Campeonatos y logros
- World Wrestling Entertainment/WWE
  - WWE Hall of Fame (2020)